# Свети мученик јасеновачки Вукашин
Свети мученик јасеновачки Вукашин (рођен као: Вукашин Мандрапа) био је српски и југословенски земљорадник и трговац из Клепаца у Херцеговини. Усташе су га убиле у Јасеновцу или у августу 1942. или током 1943, а његова смрт је позната по његовом стоичком понашању пред смрт говорећи свом џелату да „само ради свој посао”.
О његовом животу пре логора се мало зна. Вукашин је, по једној причи, био земљорадник и трговац, рођен у Клепцима. Усташе су Вукашина довеле у Јасеновац током Другог светског рата. Био је убијен од стране усташа унутар логора.
На редовном заседању Светог архијерејског сабора Српске православне цркве 1998. године, Вукашин је, као исповедник, унет у Именослов Српске православне цркве. Прославља се 29. маја. Свети Вукашин се прославља и 31. августа по јулијанском, односно 13. септембра по грегоријанском календару, заједно са осталим новомученицима који су страдали у Јасеновцу.
У житију Светог мученика Вукашина спомиње се да је усташа који га је убио убрзо затим доживео нервни слом.
Због наводних недостатка доказа, Хрвати данас оспоравају његово постојање и причу.

## Сведочења
Према сведочењу из 1970. године неуропсихијатра Неда Зеца, који је такође био заточен у Јасеновцу, Мандрапу је издвојио хрватски усташа, који се презивао Фригановић (име Јосип или Миле), који је посматрао његово стоичко понашање током дана принудног рада и клања затвореника ноћу. У личној исповести лекару, усташа Фригановић је открио детаље Вукашинове смрти, што је коначно довело до неподношљивог осећања кривице, а последично и до лудила. Фригановић је наводно испричао доктору Зецу о свом доживљају током клања:
| „                                              | „Фрањевац Перо Брзица, Анте Зринушић, Шипка и ја смо се кладили ко ће те ноћи поклати више заробљеника. Почело је убијање и већ после сат времена ја сам заклао много више од њих. Чинило ми се да сам на седмом небу. Никада у животу нисам осетио такво блаженство. И већ после неколико сати заклао сам 1.100 људи, док су остали успели да убију само по 300 до 400. А онда, када сам доживљавао највећи занос, приметио сам једног старијег сељака како стоји и мирно и спокојно гледа како кољем своје жртве и оне умиру у највећој муци. Тај његов поглед ме је потресао: усред највећег заноса одједном сам се укочио и неко време нисам могао да направим ни један покрет. И онда сам пришао њему и сазнао да је то неки Вукашин [Мандрапа] из села Клепци код Чапљине чија је цела породица побијена, а који је послат у Јасеновац након што је радио у шумама. Говорио је то са несхватљивим миром који ме је више погађао него страшни крици око нас. Одједном сам осетио жељу да најбруталнијим мучењем пореметим његов мир и да кроз његову патњу вратим свој занос и наставим да уживам у наношењу бола. Издвојио сам га и посео на балван. Наредио сам му да повиче: „Живео Поглавник (фирер) Павелић!“, или ћу му одсећи уво. Вукашин је ћутао. Откинуо сам му уво. Није рекао ни реч. Још једном сам му рекао да викне „Живео Павелић!“ или ћу му откинути и друго уво. Откинуо сам друго уво. „Вичи: „Живео Павелић!“, или ћу ти откинути нос.“ И када сам му по четврти пут наредио да викне „Живео Павелић!“ и запретио да ће му ножем извадити срце, погледао је на мене, односно некако кроз мене и преко мене у неизвесност и полако рекао: „Ради свој посао, дете.“ После тога су ме ове његове речи потпуно збуниле. Укочио сам се, ишчупао му очи, истргао срце, пререзао му гркљан од уха до уха и бацио га у јаму. Али онда се нешто сломило у мени и више нисам могао да убијам те ноћи. | ” |
| — Усташа Фригановић према сведочењу Неда Зеца, | |   |